# 香港丙組足球聯賽
香港丙組足球聯賽（英文：Hong Kong Third Division League），是香港一個已停辦的業餘足球聯賽，由香港足球總會主辦，屬於香港第三級足球聯賽。丙組足球聯賽成立於1951年。丙組聯賽早期分為香港丙組（甲）足球聯賽及丙組（乙）足球聯賽，兩組聯賽的冠軍爭奪丙組總冠軍，兩組聯賽的亞軍爭奪總季軍，兩組聯賽的最後一名則被淘汰出局。
至2002年，香港足球總會因為荷蘭足球顧問報告書，決定改革丙組聯賽，與十八區區議會合作，成立香港丙組（地區）足球聯賽取代原有的丙組（乙）足球聯賽。按照香港足球總會之聯賽章則規定，參與地區聯賽之球隊需由該區區議會確定，並且由區議會直接或間接參與管理。，非地區球隊則會被編入丙組（甲）作賽。
因應「鳳凰計劃」之啟動，兩組聯賽將會於2012–13年度球季合併，並復辦香港丁組足球聯賽。
2014年，醞釀多時的「鳳凰計劃」正式推行，香港足球總會為香港足球聯賽系統重新定位，由「香港乙組聯賽」取代舊有的「香港丙組足球聯賽」成為香港第三級足球聯賽。最後一屆丙組足球聯賽於2013–14年球季舉行，由駿其天旭奪得冠軍。改制後的首屆香港丙組聯賽（第四級聯賽）於2014–15年球季舉行。

## 賽制
丙組（甲）聯賽及丙組（地區）聯賽的最大參賽隊伍數目均為 20 隊，以單循環作賽，丙組（甲）聯賽每場必需派出不少於 3 名 26 歲以下之球員，而丙組（地區）聯賽則相反，每場比賽只能派出不多於3名26歲以上的球員作賽，此外，任何參賽球隊都不能以外援球員出賽。
升降制度方面，每組之首兩名將進入丙組聯賽總決賽，進入總決賽之四支隊伍將以單循環對賽，首兩名將會獲得升上乙組聯賽的資格，而未能獲得升班資格的球隊將會回到原來的聯賽作賽。
丙組聯賽每組最後兩名，需進入丙組聯賽出局附加賽，附加賽最後兩名將需於來季離開聯賽。
因應「鳳凰計劃」之啟動，兩組聯賽將會於2012－13年度球季合併。2011年-12年丙組聯賽總決賽之第三、四名將會於12年－13年球季保留於丙組；丙組（甲）聯賽排名第3至10名之球隊會於12年－13年球季保留於丙組、排名第11至20名之球隊將於新增之香港丁組足球聯賽作賽；丙組（地區）聯賽排名第3至4名之球隊於12年－13年球季保留於丙組、而排名第5至8名之球隊將於新增之香港丁組足球聯賽作賽。

## 歷史

### 聯賽改革
2014-2015年球季，因應香港超級聯賽成立，香港丁組足球聯賽升格為香港丙組聯賽，而第一屆升格後的香港丙組聯賽共有14隊球會參加。

## 歷屆冠軍
以下資料根據《香港足球總會九十週年紀念特刊》及歷年《香港足球總會年報》。
- 1951–52：空軍通訊 367 營
- 1952–53：大東
- 1953–54：民航
- 1954–55：九巴
- 1955–56：軍醫
- 1956–57：加山
- 1957–58：愉園
- 1958–59：冠雲
- 1959–60：五一七
- 1960–61：太華足球隊
- 1961–62：警察
- 1962–63：怡和
- 1963–64：筲漁
- 1964–65：消防
- 1965–66：電話
- 1966–67：怡和
- 1967–68：市政、中健（雙冠軍）
- 1968–69：愉園
- 1969–70：鐵行
- 1970–71：精工
- 1971–72：晨星
- 1972–73：怡和
- 1973–74：警察
- 1974–75：海蜂
- 1975–76：駒騰
- 1976–77：天鵝
- 1977–78：寶路華
- 1978–79：港會
- 1979–80：菱電
- 1980–81：晨星
- 1981–82：華雄
- 1982–83：佳寧
- 1983–84：港燈
- 1984–85：星島
- 1985–86：金鷹
- 1986–87：港會
- 1987–88：英軍
- 1988–89：馬天尼
- 1989–90：大田
- 1990–91：五一七
- 1991–92：流浪
- 1992–93：瑞聯
- 1993–94：瑞聯
- 1994–95：五一七
- 1995–96：二合
- 1996–97：淦源
- 1997–98：傑志
- 1998–99：福建
- 1999–00：浩運
- 2000–01：教聯
- 2001–02：國強
- 2002–03：聖約瑟
- 2003–04：大埔
- 2004–05：德高朋友
- 2005–06：石硤尾
- 2006–07：東盟大中
- 2007–08：沙田
- 2008–09：屯門
- 2009–10：深水埗
- 2010–11：灣仔
- 2011–12：東方
- 2012–13：黃大仙
- 2013–14：駿其天旭

## 外部連結
- 香港足球總會網站